# Aiguille du Grand Fond
Aiguille du Grand Fond – szczyt w Alpach Graickich, części Alp Zachodnich. Leży we wschodniej Francji w regionie Owernia-Rodan-Alpy. Należy do Masywu Beaufortain. Szczyt można zdobyć ze schroniska Refuge de Presset (2514 m).